# 湖城路站
湖城路站（英語：Lake City Way Station）是加拿大卑詩省本拿比一座架空列車千禧線車站，為運輸聯線收費架構中二號收費區的其中一個車站，位於本拿比東部洛歇公路和湖城路的交界處。

## 歷史
湖城路站一帶主要為工業用地，而省政府轄下負責興建千禧線的公營機構最初亦只將湖城路站列為擬建車站，不會與該線其他車站同時興建和開幕，只在車站位置預留空間待日後興建。然而，本拿比市政府計劃在該帶發展以湖城路站為樞紐的工業園，並希望為附近居民引進捷運服務，因此爭取提早興建此站。剛成立的運輸聯線同意本拿比市政府的觀點，並將湖城路站的開幕日期定為2004年1月1日。車站工程進度理想，湖城路站遂提早於2003年11月21日開幕。車站耗資1400萬元興建，低於預算的1600萬元。

## 車站設計

### 樓層
| T | 側式月台 | 側式月台                                               |
| T | 1號月台  | 千禧線往溫哥華社區學院－克拉克站（史柏靈－本拿比湖站） |
| T | 2號月台  | 千禧線往拉法基湖－道格拉斯站（生產路－大學站）         |
| T | 側式月台 |                                                        |
| S | 地面     | 出入口、自動售票機、驗票閘門                           |

## 接駁交通
下列巴士線駛經湖城路站：
| 巴士站編號               | 服務路線                         |
| ------------------------ | -------------------------------- |
| 湖城路夾企業街（北行）   | 134號巴士，往布倫活鎮中心站方向  |
| 洛歇公路夾湖城路（西行） | N9號深宵巴士，往溫哥華市中心方向 |
| 洛歇公路夾湖城路（東行） | N9號深宵巴士，往高貴林中央站方向 |